# 로스트 솔라스
《로스트 솔라스》(Lost Solace)는 캐나다에서 제작된 크리스 슈에르만 감독의 2016년 SF, 스릴러 영화이다. 앤드류 젠킨스 등이 주연으로 출연하였다.

## 출연

### 주연
- 앤드류 젠킨스
- 멜리사 록스버그
- 레아 깁슨
- 찰리 커

### 조연
- 마이클 콥사
- 조안나 뉴마치
- 카멘 무어
- 브리트니 윌슨
- 제드 리스